# Calhoun (Kentucky)
Calhoun è un comune degli Stati Uniti d'America, situato nello Stato del Kentucky, nella contea di McLean, della quale è il capoluogo.